# ديفيد دان (كاتب أغاني)
ديفيد دان (بالإنجليزية: David Dunn)‏ هو كاتب أغاني أمريكي، ولد في 25 مايو 1984 في مدلاند في الولايات المتحدة.